# متلازمة حركية
المتلازمة الحركية حالة طبية تتميز بتناقص الحركة بسبب اضطرابات في الجهاز الحركي. يتكون الجهاز الحركي من العظام والمفاصل والعضلات والأعصاب. طُرح هذا المفهوم من قبل ثلاث جمعيات طبية في اليابان: الجمعية اليابانية للطب العضلي الهيكلي، وجمعية جراحة العظام اليابانية، وجمعية جراحة العظام السريرية اليابانية. تظهر المتلازمة الحركية لدى المسنين إذ تتدهور الوظائف الحركية مع تقدم العمر. تشمل أعراض المتلازمة الحركية تحدد حركة المفاصل والألم واضطراب التوازن وسوء التنسيق الحركي واضطرابات المشي. تحدث المتلازمة الحركية بسبب الأمراض المزمنة التي تصيب الأعضاء الحركية، تُشخص الإصابة وتقيم باستخدام الكثير من الاختبارات مثل اختبار الوقوف واختبار الخطوتين. يمكن تقليل خطر الإصابة بالمتلازمة الحركية من خلال التغذية الجيدة وممارسة الرياضة وزيادة النشاط البدني.

## التاريخ
في عام 2000، أنشأت حكومة اليابان نظام تأمين الرعاية طويلة الأمد لحل مشكلة الزيادة الكبيرة في عدد المسنين اليابانيين المحتاجين إلى رعاية تمريضية، مما فرض عبئًا ماليًا ثقيلًا على المجتمع الياباني. شكلت اضطرابات الحركة ما يقرب من ربع الحاجة إلى رعاية تمريضية طويلة الأمد في اليابان.
بعد ذلك، طرحت ثلاث جمعيات طبية يابانية، الجمعية اليابانية للطب العضلي الهيكلي، وجمعية جراحة العظام اليابانية، وجمعية جراحة العظام السريرية اليابانية، فكرة المتلازمة الحركية في عام 2007 بهدف تعزيز الوعي العام بها والدعوة إلى وضع خطط للتعامل معها.

## الوبائيات
على الصعيد العالمي، يقدر انتشار المتلازمة الحركية بنحو 10%.
حاول الباحثون كشف الاختلافات في انتشار المتلازمة الحركية بين الجنسين. أظهرت دراستان استقصائيتان في اليابان أن انتشار المتلازمة الحركية لدى الرجال أقل من معدل انتشارها بين النساء. أظهر مسح وطني عام 2010 بمشاركة 4500 شخص في اليابان أن معدل انتشار المتلازمة الحركية عند الرجال والنساء يبلغ 7.9% و 12.3% على التوالي. وأظهر مسح آخر على مستوى البلاد شمل 5162 شخصًا في عام 2014 أن معدل الانتشار بين الرجال والنساء يبلغ 10.8% و 12.9% على التوالي. بينما أشارت دراسة مختلفة في اليابان بمشاركة 963 شخصًا إلى أن الفرق في انتشار المتلازمة الحركية بين الرجال والنساء ليس كبيرًا.
يزداد انتشار المتلازمة الحركية مع التقدم في السن، وتظهر أعلى نسبة بعد سن 70 عامًا أو أكثر بنسبة 16%. تبين أن انتشار المتلازمة الحركية لدى الأشخاص الذين يعانون من الألم المزمن أعلى بثماني مرات من عامة الناس. بالإضافة إلى ذلك، يرتفع عدد المعالجات العظمية التي تستلزم دخول المستشفى ارتفاعًا كبيرًا بعد سن 50 وتصل إلى ذروتها بعد سن 70.

## العلامات والأعراض
المكونات الرئيسية للجهاز الحركي هي الأقراص الفقرية والمفاصل والعظام والجهاز العصبي والعضلي. يؤدي تدهور مكونات الجهاز الحركي إلى أعراض مثل الألم، وتحدد حركة المفاصل، وسوء التنسيق الحركي، واضطراب التوازن، واضطرابات المشي. يؤدي تطور المتلازمة إلى انخفاض القدرة على أداء أنشطة الحياة اليومية على نحو مستقل وتدني جودة الحياة والحاجة إلى الرعاية التمريضية. قد لا يتمكن الأشخاص المصابون بالمتلازمة الحركية من إنجاز الأنشطة اليومية مثل ارتداء الجوارب خلال الوقوف على ساق واحدة، وتنفيذ الأعمال المنزلية، وحمل 5 أرطال من المشتريات إلى المنزل، والمشي دون توقف مدة 15 دقيقة. تكثر أيضًا حوادث الانزلاق والتعثر في المنزل ويحتاج المصابون إلى الاستناد بدعامة في أثناء صعود الدرج.
تبدأ التغيرات التنكسية في المكونات الرئيسية للجهاز الحركي قبل منتصف العمر. في المراحل الأولى، يكون التراجع بطيئًا ودون أعراض. تصبح الأعراض واضحة عندما يبلغ التنكس المرضي مراحل متقدمة.